# Вілтон (Мен)
Вілтон (англ. Wilton) — місто (англ. town) в США, в окрузі Франклін штату Мен. Населення — 3835 осіб (2020).

## Демографія
Згідно з переписом 2010 року, у місті мешкало 4116 осіб у 1708 домогосподарствах у складі 1152 родин. Було 2025 помешкань
Расовий склад населення:
| - 96,3 % — білих - 0,9 % — азіатів - 0,6 % — чорних або афроамериканців - 0,4 % — корінних американців |

До двох чи більше рас належало 1,6 %. Частка іспаномовних становила 0,9 % від усіх жителів.
За віковим діапазоном населення розподілялося таким чином: 23,3 % — особи молодші 18 років, 60,0 % — особи у віці 18—64 років, 16,7 % — особи у віці 65 років та старші. Медіана віку мешканця становила 43,2 року. На 100 осіб жіночої статі у місті припадало 97,4 чоловіків;  на 100 жінок у віці від 18 років та старших — 93,0 чоловіків також старших 18 років.
Середній дохід на одне домашнє господарство  становив 58 704 долари США (медіана — 41 915), а середній дохід на одну сім'ю — 70 444 долари (медіана — 50 901). Медіана доходів становила 42 404 долари для чоловіків та 35 034 долари для жінок. За межею бідності перебувало 11,7 % осіб, у тому числі 13,7 % дітей у віці до 18 років та 6,7 % осіб у віці 65 років та старших.
Цивільне працевлаштоване населення становило 1563 особи. Основні галузі зайнятості: освіта, охорона здоров'я та соціальна допомога — 32,8 %, виробництво — 11,6 %, роздрібна торгівля — 8,5 %, фінанси, страхування та нерухомість — 8,3 %.